# 荒川博
荒川 博（あらかわ ひろし、1930年8月6日 - 2016年12月4日）は、東京都台東区浅草出身のプロ野球選手（外野手）、コーチ・監督、解説者。
現役引退後は読売ジャイアンツの打撃コーチに就任し、王貞治に「一本足打法」を指導した人物として知られている。

## 経歴

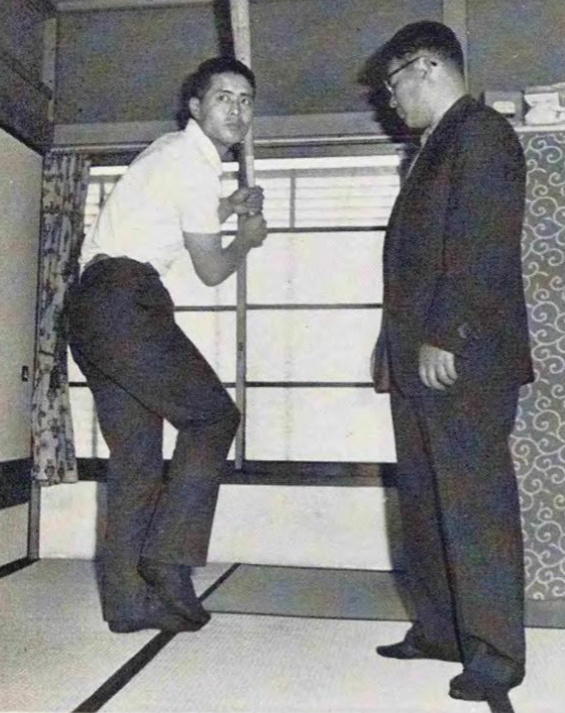
王貞治を自宅に招いて指導する荒川

実家は八百屋。早稲田実業ではエースとして活躍する。1948年には、春の選抜へ出場、1回戦で神戸二中の河野博（のち阪神）と投げ合うが1-2で惜敗し、夏の甲子園都予選では準決勝で明治高に完封負けを喫した。
1949年に早稲田大学商学部へ進学し、東京六大学野球リーグでは在学中に5度の優勝を経験。リーグ通算81試合に出場し、289打数81安打・打率.280・1本塁打・40打点の記録を残した。大学同期に岩本尭・沼澤康一郎、1年下に広岡達朗・小森光生がいる。
大学卒業後の1952年12月6日に毎日オリオンズへ入団。
1953年3月22日の大映戦（後楽園）に2番・右翼手で初出場を果たすと、同31日の阪急戦（後楽園）で天保義夫から初安打・初盗塁を記録。4月25日の大映戦（福島信夫ヶ丘）では初打点を含む2打点を挙げたほか、8月5日の南海戦（大阪）では中原宏から初本塁打を放ち、打率.315で周囲の期待に応える。同年のオールスターにも選出され、全3戦に7番・右翼手で先発出場。1954年からはレギュラーに定着し、規定打席（18位、打率.270）にも到達。自己最多の5本塁打を記録するが、5本中2本は近鉄から放った。この年の1本目は6月5日の東映戦（後楽園）で桑名重治から放った自身初の満塁本塁打であった。1955年には登録名を「博久」に改名。
1956年には自己最多の122試合に出場するが、この年は本塁打を1本も打てなかった。
1957年に登録名を本名に戻すと、8月30日の南海戦（大阪）に若生智男の代打で木村保から2年ぶりの本塁打を記録。
1958年には4本塁打を全て近鉄戦で放ち、4本中3本は日生で放ったものである。5月22日には山下登から4年ぶり自身2度目で最後の満塁本塁打を放っており、2日前の同20日にも山下から放っている。
1961年にチームから放出される形で退団し、31歳の若さで現役を引退した。荒川の結婚式でその仲人を務めた別当薫が、「荒川は選手として花開く男ですが、辞めてもコーチとして活躍してくれるはずです。安心してください」と、結婚式の挨拶で述べた。別当の挨拶にあるように後に指導者として大きな功績を挙げる荒川だったが、現役中からチームメイトで高校の後輩でもあった榎本喜八を指導したほか、少年時代の王貞治を見出して母校・早実への進学を薦めた。
1961年12月20日に巨人の一軍打撃コーチに就任し、川上哲治監督の下で指導を開始する。荒川の早大の後輩でもあった広岡が犬猿の仲である川上に頭を下げてくれたことで、荒川は毎日OBでありながら就任することができたが、川上が荒川を雇った理由は「その若さ（31歳）で、榎本（喜八）という素晴らしい打者を育て上げた」という一点のみであった  。就任後は「荒川道場」と呼ばれる厳しい指導で、選手の私生活も徹底的に管理した。特に王へ「一本足打法」を指導したことで知られ、王以外には土井正三・黒江透修・高田繁らを育成し、巨人の第3次黄金時代を支えた。後に一本足打法は王と同じ左投左打である駒田徳広にも伝授したが、王ほどの効果は無かった。
1967年9月20日の中日戦で球審の円城寺満に対して判定を不服とし、柴田勲と共に小突き回して判定を変えさせたが退場処分を受けた。試合後に円城寺は審判員引退を表明したが、その光景は後に幾度となく審判との暴力沙汰を起こす金田正一をして「長年、野球一筋でやって来られた円城寺さんが殴られるのを見て、哀しくて見ていられなかった」とコメントするほどであった。
1968年9月18日の阪神戦ダブルヘッダーの第2試合では、阪神の先発・ジーン・バッキーが王へ投じた危険球に端を発する乱闘で荒川もバッキーに殴られて4針縫う重傷を負い、殴ったバッキーも指を骨折した（バッキー荒川事件）。バッキーはこの怪我が致命傷となって精彩を欠き、1969年オフに現役引退を表明している。なお、バッキーは1985年頃に来日した際に荒川と再会し仲良く握手していた。その後は養子の荒川尭がプロ入りしたのを期に、公私のけじめをつけるため1970年11月6日に勇退した。巨人退団後はフジテレビの「○曜ナイター/野球中継」・文化放送「ジャイアンツナイター」解説者（1971年 - 1972年）。
1973年日本野球連盟によるプロ経験者による社会人野球臨時コーチ就任が解禁され同年2月13日より日本鋼管野球部で同職就任した。その後、同年シーズン途中の7月16日からヤクルトアトムズの一軍打撃コーチに就任。シーズン終了後の11月26日に三原脩の後任として監督に昇格し、コーチ陣に広岡、小森、沼澤と早大出身の後輩を招聘して「早大カルテット」と称された。
1974年は前半戦こそ出遅れたが、後半戦の8月に5試合連続完投勝利を含む6連勝をマークし、13年ぶりのAクラスとなる3位を確保する。
1975年は日本ハムから主砲の大杉勝男を獲得して臨むも、4位に終わる。
1976年は開幕から低迷。5連敗を記録した翌日5月13日に健康上の理由として休養の申し出がなされたと発表。しかし、荒川は「はっきりとは言わなかったが、ニュアンスは休んでくれだった」と自らの意思ではなく、球団から休養を促された事を話していた。
監督退任後は、フジテレビ「○曜ナイター/野球中継&プロ野球ニュース」（1977年 - 1984年）・文化放送「ホームランナイター」（1977年 - 1978年）→日本テレビ「○曜ナイター」（1985年 - 1986年）で解説者を務め、その後はフリーの評論家としても活躍。ゴルフリゾート会社「ライオンゲイン」名誉会長やプロゴルファーのコーチ、野球教室「荒川道場」主宰、神宮バッティングセンターで少年に打撃指導を行うなど野球以外でも幅広く活躍の場を広げた。
2006年には、TOKYO MXで中継された「明治神宮外苑創建90年記念奉納試合 東京六大学選抜vsヤクルト」にゲスト解説として出演し、2016年1月にはプロゴルファーの片山晋呉と週刊ゴルフダイジェスト誌で対談したことがきっかけで、同誌の2016年5月10・17日合併号から12月6日号まで片山との技術対談を連載していたのがメディアにおける最後の仕事となった。同年12月4日、外出先で昼食の蕎麦を食べた後に胸の痛みを訴え、心不全のため東京都内の病院で没した。86歳没。荒川はこの日、昼食後に女子プロゴルフの上田桃子を指導し、その後は巨人軍OB会に出席する予定であった。
葬儀・告別式は12月11日に中野区の宝仙寺で執り行われ、喪主は妻が、葬儀委員長は王貞治が務めた。遺体は宮型霊柩車に乗せられて出棺された後に杉並区の堀ノ内斎場で荼毘に付された。
晩年は渡辺勝（1993年生、元中日ドラゴンズ）の才能に渡辺が小学生の頃から注目し、指導を行った。実質的に荒川の最後の弟子といえる。生涯、学生野球資格回復制度を活用しなかった。

## 人物
- 養子の荒川尭は、1969年のドラフトで「巨人とアトムズ以外は拒否」を表明し、大洋の指名を拒否した。それを快く思わない暴漢に襲われ、その後ヤクルトへのすぐのトレードを条件に大洋へ一時入団したことで知られる[19]。
- 荒川は歌舞伎役者の六世尾上菊五郎のファンであり、その六世菊五郎が著書「おどり」（時代社、1948年刊）の中に『間を習うために植芝先生の所に行った』と記したのを読み、『（六世菊五郎のような）あの名人が習いに行くくらいだから本物の先生だろう』と思い、荒川自身も合気道を習うべく植芝に入門したという[20]。入門後、荒川の親戚でもある元憲兵隊長が1941年に陸軍憲兵学校の部下たちに因る集団で植芝を待ち伏せしたが、返り討ちに遭ったと言う話も荒川に語った為に、さらに植芝に心酔する事となった。
- 食事は大の肉好きで、野菜は嫌いで余り食べないと公言している[21]。

## 詳細情報

### 年度別打撃成績
| 年 度     | 球 団     | 試 合 | 打 席 | 打 数 | 得 点 | 安 打 | 二 塁 打 | 三 塁 打 | 本 塁 打 | 塁 打 | 打 点 | 盗 塁 | 盗 塁 死 | 犠 打 | 犠 飛 | 四 球 | 敬 遠 | 死 球 | 三 振 | 併 殺 打 | 打 率 | 出 塁 率 | 長 打 率 | O P S |
| --------- | --------- | ----- | ----- | ----- | ----- | ----- | -------- | -------- | -------- | ----- | ----- | ----- | -------- | ----- | ----- | ----- | ----- | ----- | ----- | -------- | ----- | -------- | -------- | ----- |
| 1953      | 毎日 大毎 | 100   | 283   | 251   | 33    | 79    | 9        | 6        | 1        | 103   | 20    | 8     | 4        | 5     | 0     | 26    | --    | 1     | 11    | 4        | .315  | .381     | .410     | .791  |
| 1954      | 毎日 大毎 | 116   | 422   | 374   | 45    | 101   | 21       | 0        | 5        | 137   | 25    | 6     | 1        | 5     | 2     | 41    | --    | 0     | 23    | 9        | .270  | .341     | .366     | .707  |
| 1955      | 毎日 大毎 | 116   | 424   | 374   | 46    | 99    | 21       | 2        | 3        | 133   | 34    | 2     | 3        | 4     | 1     | 44    | 1     | 1     | 31    | 5        | .265  | .343     | .356     | .699  |
| 1956      | 毎日 大毎 | 122   | 370   | 319   | 27    | 67    | 16       | 2        | 0        | 87    | 35    | 2     | 1        | 2     | 1     | 46    | 0     | 2     | 7     | 13       | .210  | .313     | .273     | .586  |
| 1957      | 毎日 大毎 | 95    | 266   | 237   | 20    | 59    | 11       | 0        | 2        | 76    | 7     | 1     | 1        | 1     | 0     | 27    | 1     | 1     | 18    | 7        | .249  | .328     | .321     | .649  |
| 1958      | 毎日 大毎 | 97    | 306   | 279   | 30    | 66    | 14       | 3        | 4        | 98    | 33    | 1     | 0        | 2     | 2     | 23    | 1     | 0     | 24    | 6        | .237  | .293     | .351     | .644  |
| 1959      | 毎日 大毎 | 75    | 117   | 101   | 4     | 22    | 5        | 0        | 0        | 27    | 12    | 0     | 0        | 0     | 1     | 13    | 3     | 2     | 9     | 3        | .218  | .316     | .267     | .583  |
| 1960      | 毎日 大毎 | 36    | 37    | 31    | 2     | 3     | 1        | 0        | 1        | 7     | 3     | 0     | 0        | 0     | 0     | 4     | 1     | 2     | 6     | 2        | .097  | .243     | .226     | .469  |
| 1961      | 毎日 大毎 | 46    | 45    | 39    | 0     | 7     | 2        | 0        | 0        | 9     | 3     | 0     | 0        | 0     | 1     | 5     | 0     | 0     | 5     | 0        | .179  | .267     | .231     | .498  |
| 通算：9年 | 通算：9年 | 803   | 2270  | 2005  | 207   | 503   | 100      | 13       | 16       | 677   | 172   | 20    | 10       | 19    | 8     | 229   | 7     | 9     | 134   | 49       | .251  | .329     | .338     | .667  |

- 毎日（毎日オリオンズ）は、1958年に大毎（毎日大映オリオンズ）に球団名を変更

### 年度別監督成績
| 年度      | 年度      | チーム    | 順位      | 試合 | 勝利 | 敗戦 | 引分 | 勝率 | ゲーム差               | チーム 本塁打          | チーム 打率            | チーム 防御率          | 年齢                   |
| --------- | --------- | --------- | --------- | ---- | ---- | ---- | ---- | ---- | ---------------------- | ---------------------- | ---------------------- | ---------------------- | ---------------------- |
| 1974年    | 昭和49年  | ヤクルト  | 3位       | 130  | 60   | 63   | 7    | .488 | 12                     | 111                    | .233                   | 3.14                   | 44歳                   |
| 1975年    | 昭和50年  | ヤクルト  | 4位       | 130  | 57   | 64   | 9    | .471 | 16                     | 101                    | .245                   | 3.31                   | 45歳                   |
| 1976年    | 昭和51年  | ヤクルト  | 5位       | 130  | 52   | 68   | 10   | .433 | 28.5                   | 128                    | .260                   | 3.88                   | 46歳                   |
| 通算：3年 | 通算：3年 | 通算：3年 | 通算：3年 | 289  | 127  | 142  | 20   | .472 | Aクラス1回、Bクラス2回 | Aクラス1回、Bクラス2回 | Aクラス1回、Bクラス2回 | Aクラス1回、Bクラス2回 | Aクラス1回、Bクラス2回 |

※1 1974年から1996年までは130試合制
※2 1976年、成績不振により5月13日から休養(29試合10勝15敗4分 勝率.400)。監督代行は広岡達朗
※3 通算成績は、実際に指揮した試合

### 記録
初記録
- 初出場：1953年3月22日、対大映スターズ1回戦（後楽園球場）、2番・右翼手で先発出場

その他の記録
- オールスターゲーム出場：1回 （1953年）

### 背番号
- 22 （1953年 - 1959年）
- 6 （1960年 - 1961年）
- 73 （1962年 - 1970年、1973年 - 1976年）

### 登録名
- 荒川 博 （あらかわ ひろし、1953年 - 1954年、1957年 - 1976年）
- 荒川 博久 （あらかわ ひろひさ、1955年 - 1956年）

## 関連情報

### 著書
- 『ヒットの打ち方 - クリーンアップを打てるバッターへ』（1977年、かんき出版）
- 『君は王貞治になれるか』（1980年、山手書房）
- 『生まれ変わるバッティング - 勝つための野球術』（2001年、新星出版社）
- 『王選手コーチ日誌　1962 - 1969　一本足打法誕生の極意』（2010年、講談社）

### 映画出演
- 巨人軍物語 進め!!栄光へ（1977年、東宝） - 荒川コーチ役